# Paa polunini
Paa polunini é uma espécie de anfíbio da família Ranidae.
Pode ser encontrada nos seguintes países: China, Nepal, possivelmente Butão e Índia.
Os seus habitats naturais são: regiões subtropicais ou tropicais húmidas de alta altitude e rios.